# Station Lyon-Saint-Exupéry TGV
Station Lyon-Saint Exupéry TGV is een spoorwegstation in de Franse gemeente Colombier-Saugnieu bij de Luchthaven Lyon-Saint Exupéry. Het stationsgebouw, in gebruik sinds 1994, is een ontwerp van Santiago Calatrava. De vroegere naam van dit station was "Lyon-Satolas". Sinds 9 augustus 2010 heeft dit station een rechtstreekse verbinding met de stad Lyon met de Rhônexpress tram.
De meeste treinen stoppen niet in het station maar rijden door op de perronvrije middensporen. Bijna alle interregio TGV's (niet van of naar Parijs) stoppen in Lyon stad, om daar de talrijke regionale spooraansluitingen te verzekeren. Dit station wordt enkel bediend door hogesnelheidstreinen en geeft hierdoor geen aansluiting op het regionaal TER spoornet.
Voor de Olympische Winterspelen 1992 in Albertville was de dit station tijdelijk geopend samen met de aantakking van de hogesnelheidslijn op de Lyon - Chambéry spoorlijn. Hierdoor konden de bezoekers met het vliegtuig aankomen en met de trein vervoerd worden naar Albertville voor de spelen.

## Treindienst
| Serie    | Treinsoort | Route | Bijzonderheden                                                                      |
| -------- | ---------- | --- | ----------------------------------------------------------------------------------- |
| TGV 6100 | TGV (SNCF) | Paris-Lyon – Lyon-Saint-Exupéry TGV – Valence-Rhône-Alpes-Sud TGV – Avignon TGV – Aix-en-Provence TGV – [ Marseille-Saint-Charles ] / [ Toulon – Hyeres ]                                                             | Een trein via Lyon-Saint-Exupéry, een trein via Valence TGV, een trein naar Hyeres. |
| TGV 6900 | TGV (SNCF) | Paris-Lyon – Lyon-Saint-Exupéry TGV – Grenoble |                                                                                     |
| TGV 9240 | TGV (SNCF) | Paris-Lyon – [ Lyon-Saint-Exupéry TGV – ] / [ Lyon-Part-Dieu – ] Chambéry-Challes-les-Eaux – Modane – Bardonecchia – Oulx-Cesana-Claviere-Sestrières – Torino Porta Susa – Vercelli – Novara – Milano Porta Garibaldi |                                                                                     |